# كوسة صفر
كوسة صفر هي قرية في مقاطعة مراغة، إيران. عدد سكان هذه القرية هو 96 في سنة 2006.